# Campionat de la CONCACAF de 1965
El Campionat de la CONCACAF de 1965 va ser la segona edició del campionat de la CONCACAF, el campionat de futbol de seleccions d'Amèrica del Nord i Central (CONCACAF). El torneig va tenir lloc entre el 28 de març i l'11 d'abril de 1965, i hi van participar sis equips.
El torneig es va disputar a Ciutat de Guatemala, la capital del país. Els sis equips van jugar tots contra tots en el sistema de lliga, amb dos punts per victòria i un punt per cada empat. El torneig va ser guanyat per Mèxic.

## Classificació
Font:
Entre el 10 i el 14 de març es va jugar un torneig classificatori a San Salvador entre El Salvador, Nicaragua i Hondures. El Salvador es va classificar com a guanyador d'aquest torneig.
Els altres resultats classificatoris es desconeixen, però se suposa que Guatemala es va classificar com a amfitriona i Costa Rica com a actuals campions.
| Classificat | Equip       | Pts | PJ | PG | PE | PP | GF | GC | DG  |
| ----------- | ----------- | --- | -- | -- | -- | -- | -- | -- | --- |
| 1           | El Salvador | 4   | 2  | 2  | 0  | 0  | 7  | 1  | 6   |
| 2           | Nicaragua   | 4   | 2  | 1  | 0  | 1  | 2  | 4  | - 2 |
| 3           | Hondures    | 0   | 2  | 0  | 0  | 2  | 1  | 5  | -4  |

| El Salvador | 4 – 0 | Nicaragua |
| ----------- | ----- | --------- |
|             |       |           |

 San Salvador, El Salvador
| Nicaragua | 2 – 0 | Hondures |
| --------- | ----- | -------- |
|           |       |          |

 San Salvador, El Salvador
| El Salvador | 3 – 1 | Hondures |
| ----------- | ----- | -------- |
|             |       |          |

 San Salvador, El Salvador

## Resultats
| Rank | Team                  | Pts | Pld | W | D | L | GF | GA | GD  |
| ---- | --------------------- | --- | --- | - | - | - | -- | -- | --- |
| 1    | Mèxic                 | 9   | 5   | 4 | 1 | 0 | 13 | 2  | 11  |
| 2    | Guatemala             | 7   | 5   | 3 | 1 | 1 | 11 | 5  | 6   |
| 3    | Costa Rica            | 6   | 5   | 2 | 2 | 1 | 11 | 4  | 7   |
| 4    | El Salvador           | 5   | 5   | 2 | 1 | 2 | 7  | 9  | -2  |
| 5    | Antilles Neerlandeses | 2   | 5   | 0 | 2 | 3 | 4  | 16 | -12 |
| 6    | Haití                 | 1   | 5   | 0 | 1 | 4 | 3  | 13 | -10 |

| Guatemala | 0 – 0 | Costa Rica |
| --------- | ----- | ---------- |
|           |       |            |

 Ciutat de Guatemala, Guatemala
| Mèxic | 2 – 1 | El Salvador |
| ----- | ----- | ----------- |
|       |       |             |

 Ciutat de Guatemala, Guatemala
| Antilles Neerlandeses | 1 – 1 | Haití |
| --------------------- | ----- | ----- |
|                       |       |       |

 Ciutat de Guatemala, Guatemala
| Costa Rica | 1 – 2 | El Salvador |
| ---------- | ----- | ----------- |
|            |       |             |

 Ciutat de Guatemala, Guatemala
| Guatemala | 3 – 0 | Haití |
| --------- | ----- | ----- |
|           |       |       |

 Ciutat de Guatemala, Guatemala
| Mèxic | 5 – 0 | Antilles Neerlandeses |
| ----- | ----- | --------------------- |
|       |       |                       |

 Ciutat de Guatemala, Guatemala
| Costa Rica | 6 – 0 | Antilles Neerlandeses |
| ---------- | ----- | --------------------- |
|            |       |                       |

 Ciutat de Guatemala, Guatemala
| Guatemala | 4 – 1 | El Salvador |
| --------- | ----- | ----------- |
|           |       |             |

 Ciutat de Guatemala, Guatemala
| Mèxic | 3 – 0 | Haití |
| ----- | ----- | ----- |
|       |       |       |

 Ciutat de Guatemala, Guatemala
| El Salvador | 3 – 1 | Haití |
| ----------- | ----- | ----- |
|             |       |       |

 Ciutat de Guatemala, Guatemala
| Guatemala | 3 – 2 | Antilles Neerlandeses |
| --------- | ----- | --------------------- |
|           |       |                       |

 Ciutat de Guatemala, Guatemala
| Mèxic | 1 – 1 | Costa Rica |
| ----- | ----- | ---------- |
|       |       |            |

 Ciutat de Guatemala, Guatemala
| Costa Rica | 3 – 1 | Haití |
| ---------- | ----- | ----- |
|            |       |       |

 Ciutat de Guatemala, Guatemala
| El Salvador | 1 – 1 | Antilles Neerlandeses |
| ----------- | ----- | --------------------- |
|             |       |                       |

 Ciutat de Guatemala, Guatemala
| Guatemala | 1 – 2 | Mèxic |
| --------- | ----- | ----- |
|           |       |       |

 Ciutat de Guatemala, Guatemala
| Campionat de la CONCACAF de 1965 |
| -------------------------------- |
| Mèxic Primer títol               |